# Just a Little More Love (chanson)
Singles de David Guetta
Up & Away
(1992) Love Don't Let Me Go
(2002)
Singles par Chris Willis
Love Don't Let Me Go
(2002)
Just A Little More Love est une chanson du DJ house français David Guetta, 1er extrait du premier album de David Guetta, Just A Little More Love. Pour cette chanson, David Guetta est en collaboration avec Joachim Garraud et le chanteur américain Chris Willis. Ayant fait écouter son morceau à Thomas Bangalter, ce dernier le donne au label Virgin. Guetta qui avait jusqu'à présent sorti deux singles confidentiels signe alors dans cette maison de production. Le single sort le 21 juillet 2001.

Just A Little More Love est son premier succès commercial en France, ce titre marque le début de sa carrière musicale en tant que producteur.

## Paroles et traductions
La chanson est constituée d'un seul refrain, comme de nombreuses chansons house il n'y'a pas de couplet : le refrain est répété à trois reprises dans la chanson.

"Just A Little More Love" veut dire "Juste Un Peu Plus d'Amour" en français, dans cette chanson David Guetta prône plus d'amour, plus de paix, "marcher ensemble" pour vivre "en harmonie".
Ce titre comprend également un sample du titre : "Al-Naafiysh (The Soul)" du musicien Hashim.

## Classement par pays
| Pays                          | Meilleure position |
| ----------------------------- | ------------------ |
| France                        | 29                 |
| Royaume-Uni                   | 19                 |
| Belgique (Flandre)            | 29                 |
| Suisse                        | 59                 |
| Pays-Bas                      | 80                 |
| France Club 40 Diffusion club | 6                  |

## Formats et listes des pistes
12" Maxi
1. Just A Little More Love (Wally Lopez Remix)
2. Just A Little More Love (Wally Lopez Remix Instrumental)
3. Just A Little More Love (Elektro Edit)

Liste des versions
1. Just a Little More Love (Radio Edit)
2. Just a Little More Love (Wally López Remix)
3. Just a Little More Love (Problem Kid Fat Bottom Funk Remix)
4. Just a Little More Love (Elektro Edit)
5. Just a Little More Love (Elektro Maxi)
6. Just a Little More Love (Remix Edit)
7. Just a Little More Love (Remix Maxi)

Jack Back 2018 Remix
1. Just A Little More Love (Jack Back 2018 Remix)